# St.-Judas-Thaddäus-Kapelle

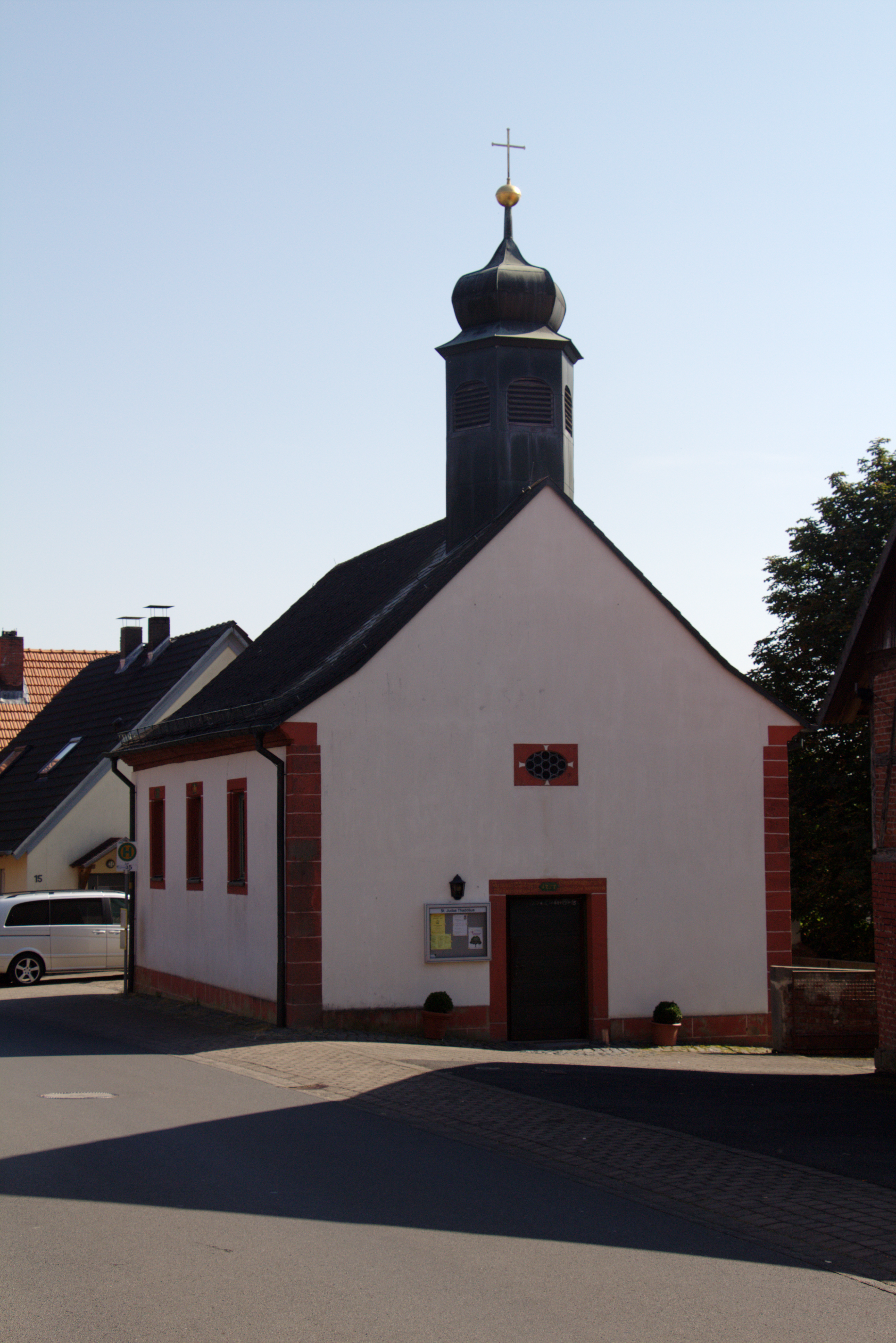
Kapelle in Zell

Die St.-Judas-Thaddäus-Kapelle ist eine römisch-katholische Kapelle. Sie ist eine Filialkirche im Fuldaer Stadtteil Zell. Sie gehört zur katholischen Pfarrgemeinde St. Johannes der Täufer in Johannesberg im Bistum Fulda.
Im Volksmund wird sie scherzhaft auch Zeller Dom genannt.

## Geschichte

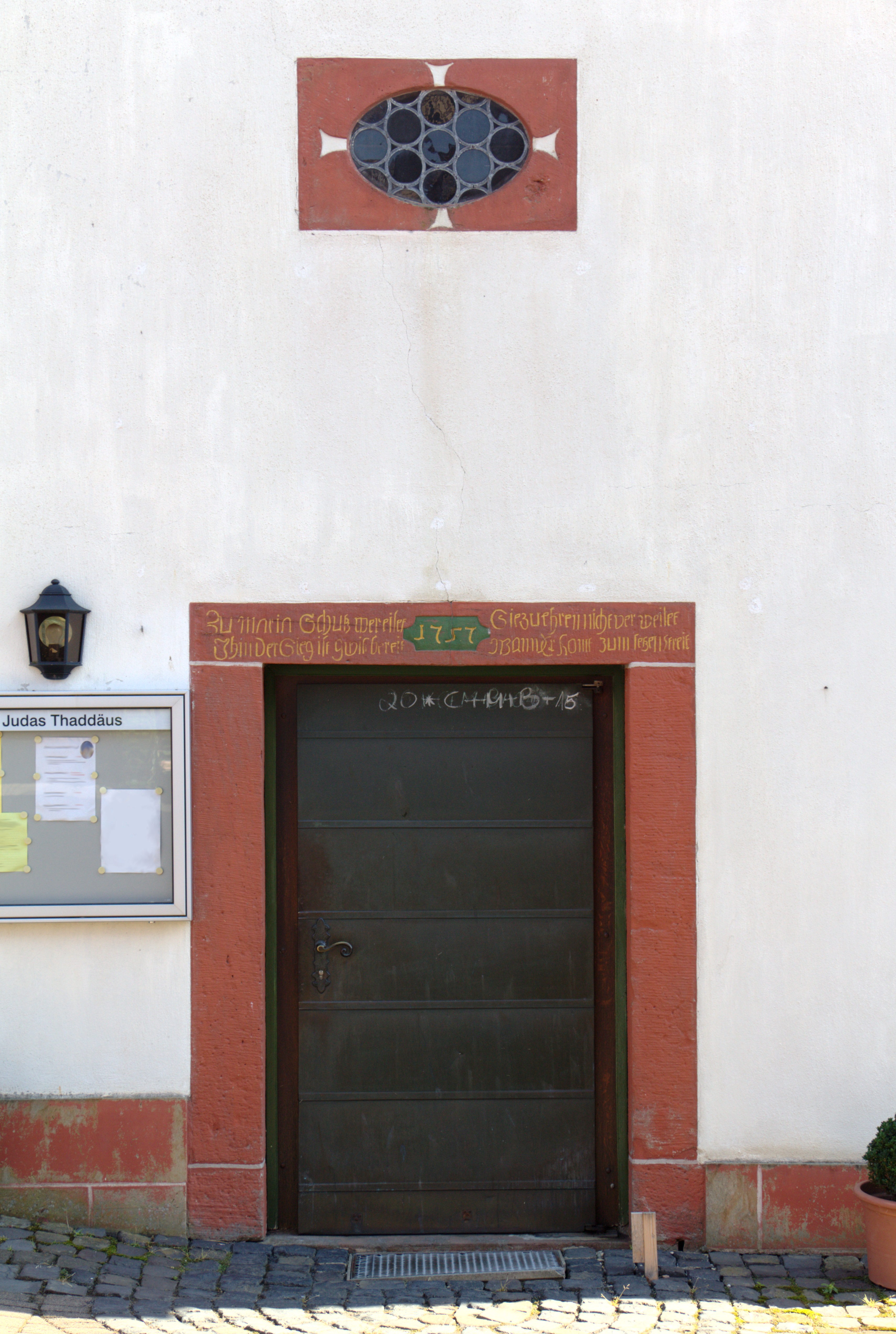
Das Portal der Kapelle

Die St.-Judas-Thaddäus-Kapelle wurde unter dem Johannesberger Propst Eugen von Bastheim (1755–58) im Jahre 1757 erbaut und noch im selben Jahre von Fürstbischof Adalbert II. von Walderdorff geweiht.
Die Kapelle ist ein einfacher Bau mit drei Fensterachsen und einem dreiseitigen Abschluss aus der Barockzeit. Der Dachreiter hat eine typische barocke Schweifkuppel. 1937 wurde eine Sakristei angebaut und 1950 verlängerte man die Kapelle um eine Fensterachse in Richtung Westen. Trotz des einfachen Baus gibt es im Inneren einen schönen Säulenaltar aus dem Jahre 1758. Der Patron der Kapelle, der hl. Judas Thaddäus, wird mit Keule und Christusmedaille dargestellt.

## Altarbild
Das Altarbild zeigt den Apostel mit der Szene seines Martyriums. Das Bild ist ein signiertes Ölbild des Hofmalers Johann Andreas Herrlein.